# Balearisches Sandkraut
Das Balearische Sandkraut (Arenaria balearica) oder Balearen-Sandkraut ist eine Art aus der Gattung der Sandkräuter (Arenaria) und damit der Familie der Nelkengewächse (Caryophyllaceae).

## Beschreibung
Das Balearen-Sandkraut ist eine ausdauernde Pflanze, die 2 bis 10 Zentimeter hoch wird. Mit ihren mehr oder weniger wurzelnden Stängeln bildet sie dichte Rasen. Die Pflanze ist behaart. Die Blätter sind etwas fleischig, ihre eiförmige stumpfe Spreite ist nur 2 bis 4 Millimeter lang. Der Blattstiel ist etwa so lang wie die Spreite. Die Blüten stehen auf fädlichen Stielen, die 5 bis 10 mal so lang sind wie die Kelchblätter. Die Kelchblätter sind einnervig und 2 bis 3 Millimeter lang. Die Kronblätter sind weiß und bis doppelt so lang wie die Kelchblätter.
Die Art blüht zwischen April und Juli.
Die Chromosomenzahl beträgt 2n = 18.

## Vorkommen
Das Balearen-Sandkraut kommt ursprünglich vor auf Mallorca, Korsika, Sardinien und Montecristo vor. In Großbritannien, Irland und im nördlichen Frankreich ist die Art eingebürgert. Sie wächst ursprünglich an schattigen Felshängen und in Schuttfluren meist in Höhenlagen über 500 Metern Meereshöhe bis zu 1450 Metern Meereshöhe.

## Taxonomie
Arenaria balearica wurde 1768 von Carl von Linné in Systema Naturae .., ed. 12, Band 3, Seite 230 erstbeschrieben. Ein Synonym ist Arenaria gayana F.N. Williams.

## Nutzung
Die Art wird als Steingartenpflanze gezogen.